# السبع خطايا المميتة

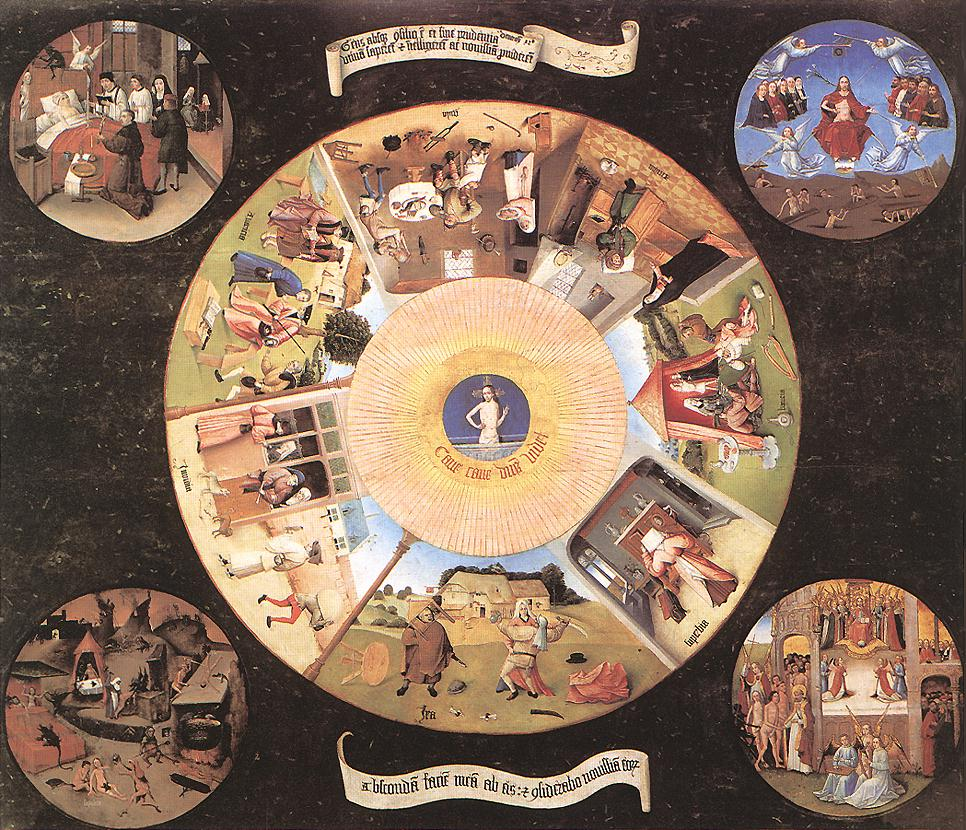
هيرونيموس بوش الخطايا السبع المميتة وآخر أربعة أشياء.

الخطايا السبع المميتة، والمعروفة أيضًا باسم الذنوب الكاردينالية ، هي تصنيف لمعظم الشرور التي استخدمت لتوعية وتوجيه أتباعها منذ بداية المسيحية مرات عديدة لكل ما هو (غير أخلاقي) وما قد يدفع بالإنسان للوقوع في الخطيئة. وهي «الغرور» و«الجشع» و«الشهوة» و«الحسد» و«الشراهة» و«الغضب» و«الكسل».
لقد قامت الكنيسة الكاثوليكية بالتفرقة ما بين الخطايا عن طريق تقسيمها إلى فئتين رئيسيتين، هما: «الخطايا الطفيفة»، التي هي صغيرة نسبيا، ويمكن مسامحة المخطئ من خلال الطقوس الدينية للكنيسة، وتلك التي هي أشد وطأه وهى «الخطايا المميتة». إن الخطايا المميتة دمرت حياة النعيم، وخلقت تهديد اللعنة الأبدية، ما لم يغفر للمخطئ من خلال سر الاعتراف، أو عن طريق الندم التام من قبل التائب.
منذ أوائل القرن الرابع عشر انتشرت وزادت شعبية الخطايا السبع المميتة باعتبارها موضوعا ملهما بين الفنانين الأوروبيين ومنذ ذلك الوقت ساهمت في نهاية المطاف على أن تنشر هذا الفكر عن طريق إلهامهم في جميع أنحاء العالم المسيحي وبالثقافة المسيحية بشكل عام. إحدى وسائل هذا الغرس كان عن طريق ربط هذا الأمر بمسمى يتعلق بالذاكرة ليربط الأمر في ذهن الناس بالخطايا السبع وهو "SALIGIA" مستوحى من الحروف الأولى في اللاتينية للخطايا السبع المميتة.

## سرد تاريخي للخطايا

### ما ورد بالكتاب المقدس
في سفر الأمثال، جاء فيه أن الرب ذكر في ما يخص على وجه التحديد بالنسبة لمجموعة «الستة أمور التي يبغضها الرب، والسابعة وروحه التي تشمئز لها روحة». وهي:
- عيون متجبر.
- كذب اللسان.
- الأيدي التي تذرف دماء الابرياء.
- القلب الذي يدبر مؤامرات شريرة.
- الأقدام التي تعدوا مسرعة إلى الأذى.
- الشاهد المخادع الذي ينطق بالكذب.
- هذا الذي يتسبب بالخلاف بين الاشقاء.

في حين أن هناك سبعة خطايا، ولكن هذه القائمة مختلفه بشكل كبير عن الأخرى التقليدية، إلا في ما يتعلق بذكر خطيئة الكبرياء. توجد قائمة أخرى بالأشياء السيئة، وهى تلك الواردة في رسالة الرسول بولس لأهل غلاطية، وتشمل أكثر من الخطايا السبع التقليدية، على الرغم من أن القائمة أطول: الزنا، الزناة، قذارة، الخلاعة، الوثنية، والسحر، الكراهية، الفرق، المحاكاة، الغضب، الصراع، الفتنة، البدع، الحسد، القتل، السكر، والعربدة«، ومثل هذه الأشياء».

### التطور الطبيعى للخطايا السبع
المفهوم الحديث للخطايا السبع المميتة يرتبط بكتابات الراهب ايفاجريوس بونتيكوس من القرن الرابع الذي أدرج ثمانية أفكار شريرة، باللاتينية، على النحو التالي:
- Gula (النهم)
- Fornicatio (الزنا، والشهوة)
- Avaritia (الجشع)
- Tristitia (الحزن)
- Ira (الغضب)
- Acedia الملل / واليأس)
- Vanagloria (التيه)
- Superbia (التباهى)

هذه 'الأفكار الشريرة' يمكن تقسيمها إلى ثلاث مجموعات:
- حب الشهوة (الشراهة، والزنا، والطمع)
- انفعال (الغضب)
- الذكاء (التصلف، الحزن، والكبرياء، والإحباط)

في 590 ميلادي، وبعد عدة سنوات من بونتيكوس، قام البابا غريغوري الأول بمراجعة هذه القائمة لتشكل تلك الأكثر شيوعا للخطايا السبع المميتة، بدمج الحزن في اليأس، والتيه إلى الفخر، وإضافة البذخ  إلى الحسد ، وإزالة الزنا من القائمة. الترتيب المستخدم من قبل البابا غريغوري ودانتي أليغييري في الملحمة الشعرية الكوميديا الإلهية، الخطايا السبع المميتة هي كما يلي:
1. luxuria (البذخ)
2. gula (النهم)
3. avaritia (الجشع)
4. acedia الملل)
5. ira (الغضب)
6. invidia (الحسد)
7. superbia (التفاخر)

تحديد وتعريف الخطايا السبع المميتة على مدى التاريخ هي عمليه مستمرة ومتصله وفكرة المعنى الحقيقى لكل واحدة من تلك الخطايا تطور بشكل كبير عبر الزمن. وبالإضافة إلى ذلك، نتيجة لتغير الدلالية:
- تم تغيير كل ما يشمل خطيئة الشهوة مع ابقاء الاسم كما هو
- تم الاستعاضة عن الكسل بالملل

عملية التغيير هذه قامت بسبب عدم الإشارة إلى السمات الشخصية بشكل مجمع، سواء بطريقة محددة أو بطريقة مقننة، من خلال الكتاب المقدس ذاته؛ الأعمال الأدبية للكنسية وغيرها من الأعمال التي تم الرجوع إليها، لتشكل مصادر للتعريفات التي يمكن الاستخلاص منها. الجزء الثاني من ملحمة دانتى الكوميديا الإلهية، التي يطلق عليها اسم بورجاتوريو ، تكاد تكون من أفضل المصدر المعروف منذ عصر النهضة.
الكاثوليكية المسيحية الحديثة رصدت قائمة الخطايا كما يلي: «الفخر، الجشع، الحسد، الغضب، الشهوة، الشراهة، والكسل/ الملل».  كل واحدة من الخطايا السبع المميتة لديها ما يناظرها من السبع فضائل المقدسة (يشار إليها أحيانا بأنها  الفضائل المضادة). وفي موازاة تلك الخطايا تكون الفضائل السبع المقدسة هي العفة، والاعتدال، والإحسان، والاجتهاد، والصبر، واللطف، والتواضع.

## الخطايا

### البذخ
البذخ (باللاتينية، luxuria هي الزيادة المفرطة. البذخ يشمل سلوك المتكرر لشراء السلع الكمالية، وأشكال الفسوق الأخرى.
في اللغة الرومانسية، أصل كلمة لوكسوريا  وهو الاسم اللاتيني للخطيئة تطور بعد ذلك ليكون له معنى جنسى؛ وأصل الكلمة بالفرنسية القديمة مشابهة ومنها تم استعارة كلمة لوكسوري بالإنكليزية باعتبارها ترفا، ولكنها فقدت هذا المعنى الجنسي بها في القرن الرابع عشر. الكنيسة وجدت أنه يفضل أن يكون المعنى أكثر عملية ومن الجهة السياسية هذا التفسير الأكثر تقييدا سيصبح مهيمنا، مما أدى إلى استبدال 'الشهوة  بالبذخ  في القائمة.

### الشهوة
الشهوة أو الفسق، وعادة ما يعتقد بأنه الإفراط في الأفكار أو الرغبات ذات الطبيعة الجنسية. كان معيار دانتي في هذا الأمر هو الإفراط في حب الآخرين، والذي قد يقدم الحب والإخلاص للآخرين على الله ليحتل مرتبة ثانوية.
الاستسلام للرغبات الجنسية يمكن أن يؤدي إلى دوافع جنسية أو اجتماعية و/ أو تجاوزات قد تتضمن (على سبيل المثال لا الحصر) الإدمان الجنسي، والزنا، الوحشية، والاغتصاب، والشذوذ الجنسي، وزنا المحارم. قال دانتي في البورجاتوريو  أن التائب يسير بين النيران ليطهر نفسه من الأفكار والمشاعر الجنسية.

### الشراهة

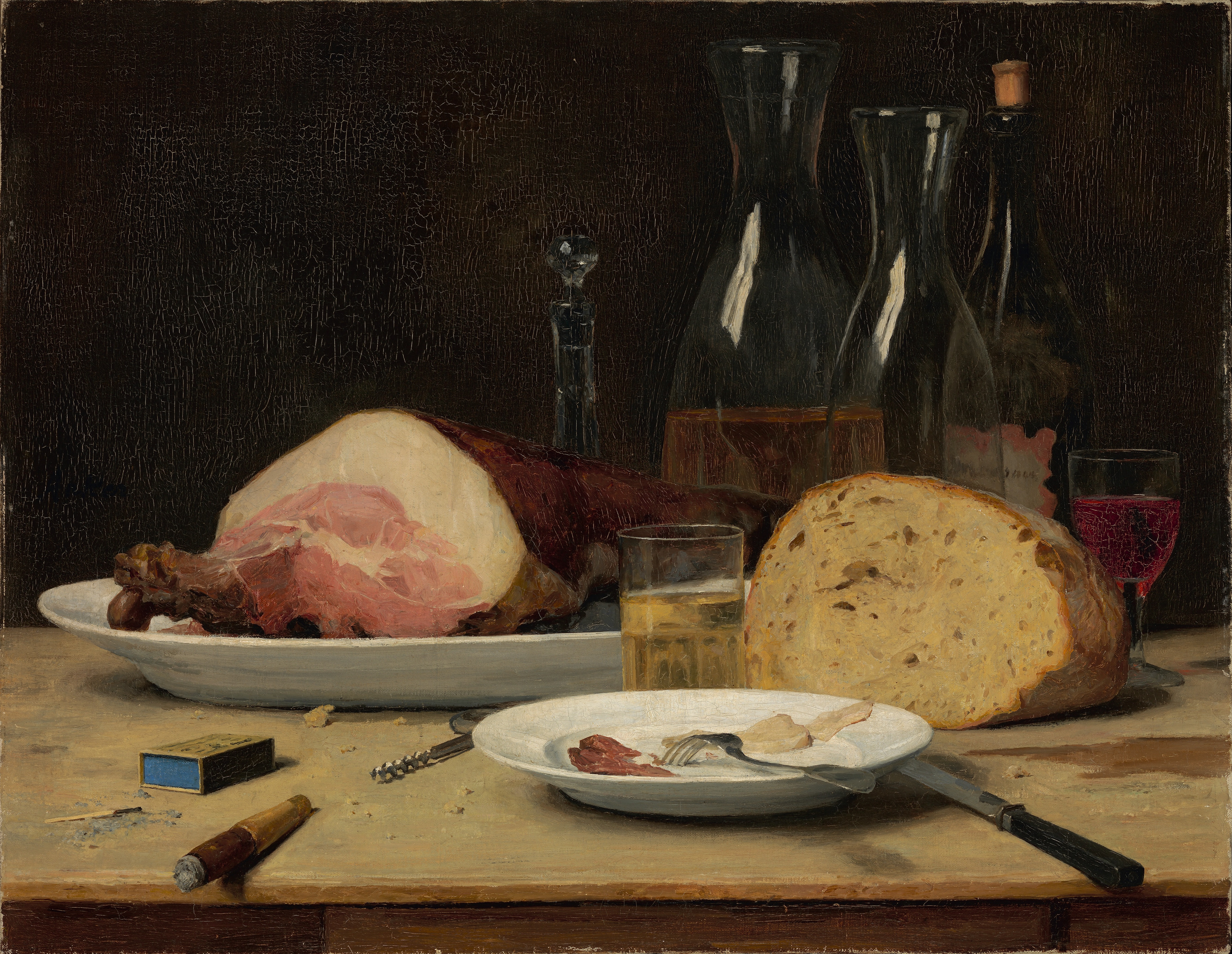
"زيادة" (ألبرت آنكر 1896)

مشتقة من اللاتينية وتعني أن تمتص أو تبتلع، النهم (باللاتينية، gula هو الإفراط في التساهل والإفراط في الاستهلاك من أي شيء إلى نقطة الإهدار. في الدين المسيحي تعتبر هذه خطيئة بسبب الإفراط في الرغبة في الطعام، أو حجب المحتاجين.
ويتوقف ذلك على الثقافة، ويمكن النظر إليها على أنها إما وجهه اجتماعية أو رذيلة. حيث الموارد الغذائية تكون نادرة نسبيا، والقدرة على تناول الطعام بشكل جيد قد يكون شيئا من التفاخر (على الرغم من أن هذا يمكن أن يؤدي إلى رد فعل عكسى أخلاقيا عندما يواجه بحقيقة من هم أقل حظا). أما حيث توجد وفرة في المواد الغذائية بشكل روتيني، فإنه يمكن النظر إلى دلالة هذا على ضبط النفس ومقاومة إغراء الانغماس المفرط.
رؤساء الكنائس في العصور الوسطى (على سبيل المثال، وتوماس أكويناس) توسع في نظرية النهم،  بحجة أنه يمكن أن يشمل أيضا الإصابة بما يشبه الهاجس جراء انتظار الوجبات، والاستمرار في أكل الطعام باهظ التكاليف. أمويناس ذهب إلى أبعد من ذلك حيث قام بإعداد قائمة الستة وسائل لارتكاب خطيئة النهم، بما في ذلك:
- الأكل قبل الأوان.
- أكل الطعام المكلف.
- الافراط في تناول الطعام.
- الأكل بشغف.
- الأكل بتلذذ.
- تناول الطعام بصورة همجية.

### الجشع
الجشع (باللاتينية، avaritia، المعروف أيضا باسم الطمع، مثل شهوة الشراهة، هي خطيئة الإفراط. ومع ذلك، الطمع (كما تراها الكنيسة) يطبق على اكتساب الثروة بشكل خاص. القديس توماس أكويناس كتب ان الطمع هو «خطيئة ضد الله، تماما مثل كل خطايا البشر، مثلما يضحى الرجل بالأبدية لمصلحة الامور المؤقتة». قال دانتي في ملحمته، المذنبين سيتم تقييدهم ووضع وجوههم على الأرض لأنها كانت تهتم أكثر بالأفكار الدنياوية. «الطمع» هو مصطلح شامل يمكنه وصف العديد من الأمثلة الأخرى للسلوك الجشع. ويشمل هذا الخيانة، وتعمد الخيانة، بالأخص لتحقيق مكاسب شخصية، على سبيل المثال عن طريق الرشوة الاقتيات وتخزين الموارد أو الأشياء، والسرقة والنهب، ولا سيما عن طريق العنف، والخداع، أو استغلال السلطة هي كلها أعمال قد تكون مستوحاة من الجشع. ويمكن أن تشمل هذه الآثام على السيمونية وشراء المنصب الكهنوتي، حيث يقوم الشخص بالتربح من بيع البضائع داخل نطاق الكنيسة.

### الملل
'الملل'  (باللاتينية، acedia (من اليونانية ακηδία = إهمال العناية بشيء—في هذه الحالة الإهمال بالقيام بكل ما ينبغي القيام به من أجل الخلاص) هو عدم المبالاه والفتور؛ الاكتئاب دون الفرح. انها مماثلة للحزن، على الرغم من أن الملل يصف السلوك، في حين يشرح حزن العاطفة الناتجة. الفكر المسيحي في وقت سابق، اعتبر عدم الفرح رفض متعمد للتمتع بالخير من الله والعالم الذي خلقه الله؛ على النقيض من ذلك، اللا مبالاة اعتبرت فتنة روحيه مثبطة لعزيمة الناس على القيام بعملهم.
عندما وصف توماس أكويناس الملل في تفسيره لهذه القائمة، وصفه بأنه ضعف من العقل، لكونه رائد لخطايا أقل من ذلك أيضا مثل التململ وعدم الاستقرار. دانتي صقل هذا التعريف أكثر، عندما وصف الملل 'وعدم محبة الله بكامل القلب، وكامل العقل والروح  ؛ بالنسبة له كان هذا منتصف الخطيئة، والوحيدة التي تتميز بعدم وجود ما يكفي من الحب.

#### اليأس
اليأس (باللاتينية، Tristitia يصف مشاعر السخط أو الرضا، وهو أحد أسباب عدم الرضا عن الوضع الحالي. بما أن التعاسة ناتجة أصلا عن الخطيئة، والخطيئة هي التي يشار إليها أحيانا بالحزن. بما أن الحزن كثيرا ما يؤدي إلى الملل، قام البابا جريجوري بتنقيح القائمة وتصنيف 'اليأس  على انه الملل .

#### الكسل
تدريجيا بدأ التركيز على النتائج المترتبة على الملل، وليس السبب، وهكذا، بحلول القرن السابع عشر، تم الانتهاء إلى أن الخطيئة المميتة هي تلك التي تنطوى على عدم الاستفادة من المواهب الخاصة للشخص. ومن الناحية العملية، انتهت لتكون أقرب إلى كسل باللاتينية، Socordia من الملل. حتى خلال الوقت الذي عاش به دانتي كانت هناك علامات على حدوث هذا التغيير في بورجاتوريو التي صورت التكفير عن الملل بالعمل بصورة مستمرة والعدو بأعلى سرعة.
الرأي الحديث يذهب إلى أبعد من ذلك، فيما يتعلق بالكسل واللامبالاة باعتبارها هي الخطيئة في حد ذاتها. وبما أن هذا يتناقض مع وجود المزيد من الفشل المتعمد، على سبيل المثال، في ما يتعلق بحب الله واعماله، الكسل غالبا ما ينظر إليه على أنه أقل خطورة من غيرها من الكبائر، فهى خطيئة الامتناع عن التصرف.

### الغضب
الغضب (باللاتينية، ira، المعروف أيضا باسم الثورة أو «الحنق»، يمكن وصفها بأنها مشاعر غير عادية وغير منضبطة للكراهية والغضب. قد تظهر هذه المشاعر بسبب انكار الحقيقة، سواء للآخرين أو في شكل إنكار الأمر للذات، ونفاد الصبر مع الإجراءات القانونية، والرغبة في الانتقام خارج النظام القضائي وعموما الرغبة في الشر أو إيذاء الآخرين. تجاوزات الانتقام هي من أخطر علامات الغضب والتي تؤدى إلى القتل، والاعتداء، وفي الحالات القصوى إلى الإبادة الجماعية. الغضب هو الخطيئة الوحيدة التي لا ترتبط بالضرورة مع الأنانية والمصالح الذاتية (وإن كان يمكن للمرء الغاضب أن تكون دوافعه بالطبع لأسباب أنانية، مثل الغيرة، وتتصل اتصالا وثيقا بخطيئة الحسد). دانتي وصف الانتقام على انه «حب العدالة المنحرف المبنى على الانتقام، وعلى الضغينة». في شكلها الأصلي، خطيئة الغضب تشمل أيضا الغضب داخليا بدلا من خارجيا. ومن ثم الانتحار كان يعتبر نهاية المطاف، وإن كان مأساوية، وانه تعبير عن الغضب الموجه للداخل، وهو الرفض النهائي لهدايه الله.

### الحسد
مثل الجشع 'والحسد'  (باللاتينية، invidia يمكن وصفها بنهم الرغبة، وهي تختلف، مع ذلك، لسببين رئيسيين. أولا، الجشع مرتبط إلى حد كبير بالسلع المادية، في حين الحسد يمكن أن ينطبق بشكل أكثر اتساعا. ثانيا، أولئك الذين يرتكبون خطيئة الحسد يشعرون بالاستياء عند رؤيه ما يظنون انهم يفتقدونه لدى الآخرين، ويتمنون زوال هذا الشئ من الآخرين حتى لا يتمتع به شخص آخر. دانتي قام بتعريف هذا كالأتى «حب الذات المنحرف الذي يصل لحرمان الآخرين من ما يمتلكون». قال دانتي في {بورجاتوريو} أن عقاب الحسود هو أن يتم غلق أعينهم بأسلاك مخيطة لأنها تمتعت برؤية الآخرين أذله. أكويناس وصف الحسد بأنه «الحزن على سعادة الآخر».

### الفخر
تقريبا في كل قائمة الفخر (باللاتينية، superbia، أو الغطرسة، تعتبر النسخة الأصلية، والأكثر خطورة للخطايا السبع المميتة، بل والمصدر الأساسي الذي ينبع منها باقى الخطايا. وهى الرغبة في أن يكون الشخص أكثر أهمية أو جاذبية من غيره، وعدم الاعتراف بالعمل الجيد للآخرين، والإفراط في حب الذات (وخصوصا بشأن الذاتية في العلاقة السليمه مع الله). تعريف دانتي «حب الذات المنحرف المبنى على الكراهية والازدراء للآخر». في المسرحية المعجزة لجاكوب بيدرمان في القرون الوسطى المسماة سينودوكسوس  تم تصوير الفخر على انه هو الأكثر دموية في جميع الخطايا ويؤدي مباشرة إلى اللعن من الطبيب الباريسي الشهير. ربما أفضل مثال على ذلك، قصة إبليس والفخر) ورغبته في المنافسة مع الله) وهو ما تسبب في سقوطه من السماء، وتحوله إلى الشيطان. قال دانتي في الكوميديا الإلهية، التائبون أجبروا على المشي بألواح حجرية تحمل على ظهورهم من أجل اجبارهم على الشعور بالتواضع.

#### الزهو
الزهو (باللاتينية، vanagloria هو فخر لا مبرر له. البابا جريجوري اعتبره نوعا من الفخر، لذلك أضاف الزهو إلى الفخر في قائمة الخطايا.
باللاتينية غلوريا مصطلح يعني المجاملة تقريبا، على الرغم من انه بالإنجليزية المشابهة -- المجد—لها معنى إيجابي ؛ ولكن تاريخيا، تقريبا تعني عدم جدواها، ولكن بحلول القرن الرابع عشر تغير المعنى ليصبح أكثر نرجسيا وغير دقيق للمعنى الحالى  ونتيجة لهذه التغيرات الدلالية، الزهو أصبح تعبير نادر الاستخدام في حد ذاته، وهو الآن يشير إلى الغرور (في المعنى الحديث النرجسي).

## فضائل الكاثوليكية
إن الكنيسة الكاثوليكية تعترف بسبعة فضائل التي تقابل عكسيا على كل من الخطايا السبع المميتة.
| الخطيئة | الفضيلة  |
| ------- | -------- |
| الشهوة  | العفة    |
| الشراهة | الاعتدال |
| الجشع   | الكرم    |
| الكسل   | الاجتهاد |
| الغضب   | الصبر    |
| الحسد   | اللطف    |
| الفخر   | التواضع  |

## العلاقة مع الشياطين
في 1589، ربط بيتر بينسفيلد كل من الخطايا المميتة مع الشيطان الذي يغري الناس بواسطة الخطيئة المنتسبة. وفقا لتصنيف بينسفيلد للشياطين وصفها كما يلي:
- إبليس: الفخر
- عابد المال: الطمع
- أسموديوس: الشهوة
- ليفياثان: الحسد
- بعلزبول: الشراهة
- الشيطان / آمون / أزاروكس: الغضب
- بيلبيجور: الكسل (الملل)

وهناك أيضا غيرها من الشياطين الذين يحثون على الخطيئة، على سبيل المثال ليليث وذريتها، إنكوبي وسوكوبى، للشهوة الجنسية. فإن سوكويى تضاجع الرجل من أجل تلقيح نفسها، حتى يمكنها أن تتوالد الشياطين. فإن إنكوبي تضاجع النساء لتضلهم وتلقيحهم ببذور الشيطان.